# Manoir de Priziac
Le manoir de Priziac est un manoir de la commune de Priziac, dans le Morbihan. À l'origine, il servait d'auditoire de justice.

## Localisation
Le manoir est situé au 6 rue du Vieux-Bourg, dans le bourg de Priziac, quasiment en face du chevet de l'église Saint-Beheau.

## Histoire

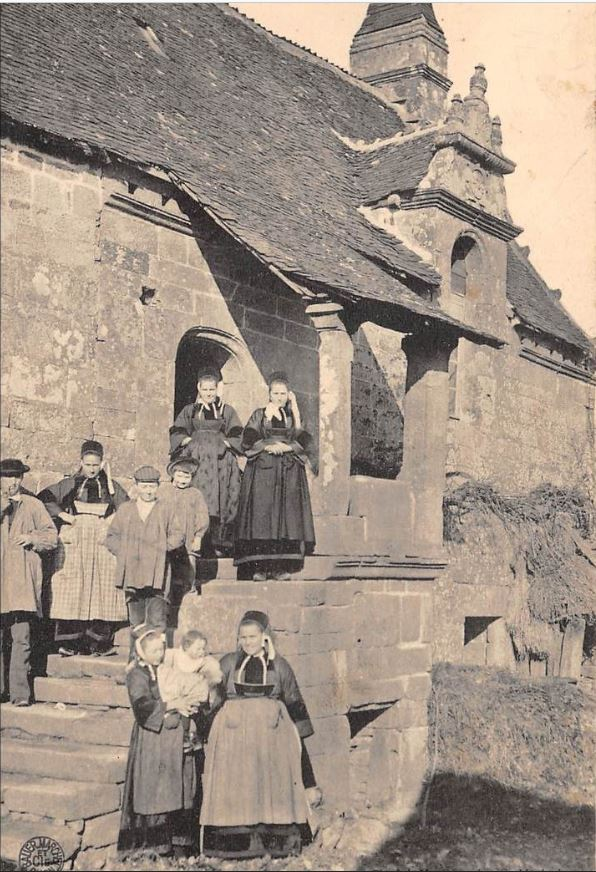
L'ancien auditoire, côté cour, avec l'escalier menant à l'ancienne salle d'audience (carte postale du premier quart du XXe siècle).

Ce manoir a probablement été conçu et construit entre 1579 et 1585 (la date 1579 figure sur la façade côté rue et la date 1585 sur une des sablières de la salle d'audience). Il servait à l'origine d'auditoire de justice pour la seigneurie du Dréors. Sur la façade, à côté de la date, on peut lire M. J. P et sur une des sablières de la salle d'audience Jean Pezron. En fait, il s'agit de Messire Jean Pezron, premier propriétaire du manoir. Jean Pezron était notaire et greffier d'où le qualificatif de Messire des initiales de la façade. Il avait pour clients les Rohan-Guémené et les Le Scanff, seigneurs du Dréors. Il défendait leurs intérêts en justice. Plusieurs actes portant sa signature sont conservés. Jean Pezron est décédé avant 1601. Pour une raison que nous ignorons les fonctions administratives et de justice ont été assez rapidement transférés dans un autre bâtiment du bourg de Priziac. D'après les archives, l'auditoire était déjà devenu un simple logis au milieu du XVIIe siècle. Les propriétaires s'y succèdent : un dénommé Jean Blanchart puis la famille Aufret puis Jean Le Coz, époux de Françoise Le Picard, chapelier de Priziac.  Après la Révolution, on note les familles Le Bail, Le Fur puis Le Cagnec. La mairie de Priziac acquiert l'ancien auditoire le 6 septembre 1991. L'ancien auditoire doit son autre nom de maison de Montlouis du fait qu'il a été acquis le 7 novembre 1723 par Louis de Montlouis et Barbe Thérèse Hugonière pour la somme de 1200 livres. Dans l'acte de vente le bâtiment est décrit comme étant en fort mauvais état. La couverture et la charpente sont ruinées, les menuiseries indigentes de réparation et la maçonnerie présente des désordres particulièrement au niveau de la porte piétonne côté rue.

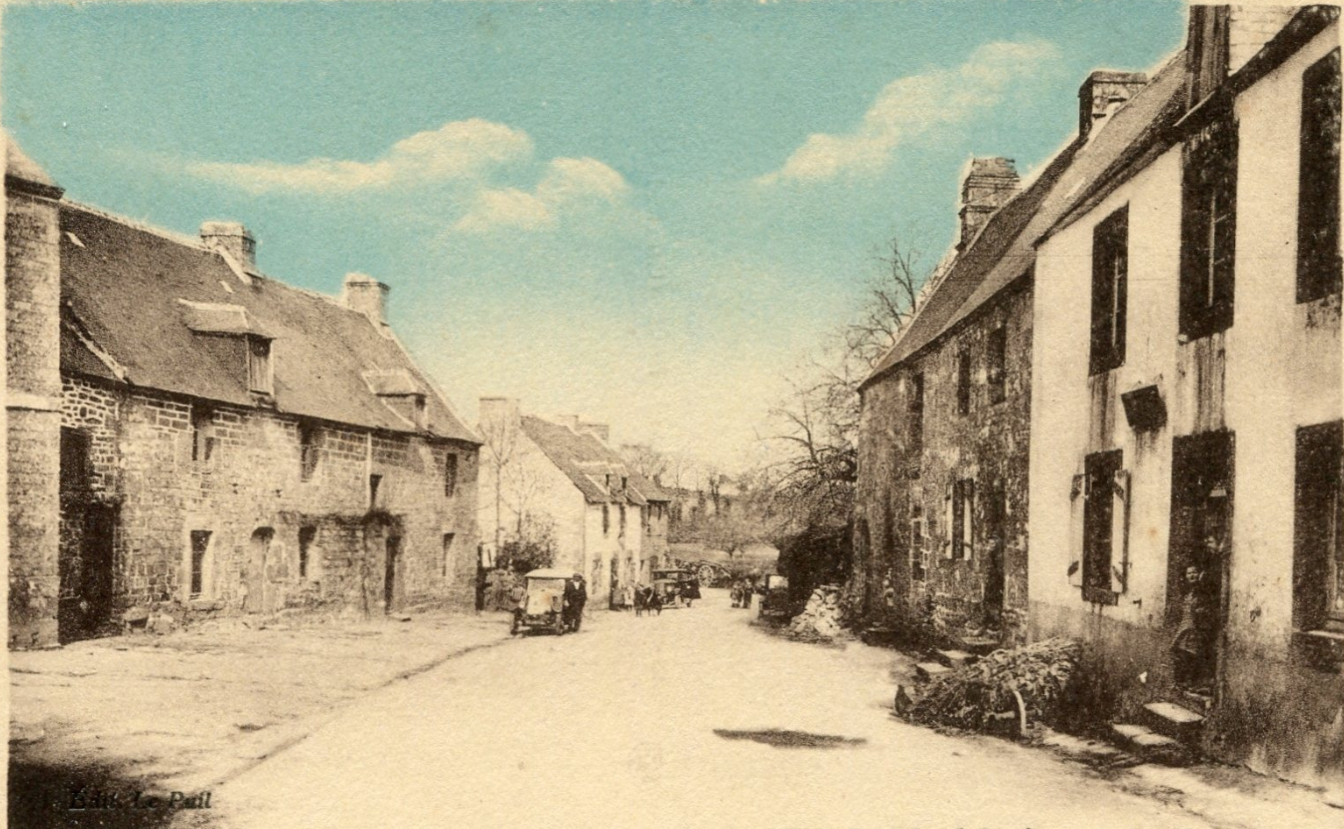
La rue du Vieux Bourg et la maison Montlouis (carte postale année 1930)

Le manoir, dans son ensemble, est inscrit au titre des monuments historiques par arrêté du 15 juin 1925.

## Architecture

### Généralités
Le manoir est construit en pierres de taille et en grand appareil.

### Façade nord
Celle-ci, qui donne sur la rue, est très sobre et remarquable par sa fenêtre à meneaux et traverses et ses deux magnifiques portes en plein cintre, l'une piétonne et l'autre cochère. Cette dernière a été bouchée pendant longtemps. Les travaux de restauration ont permis de la restituer.

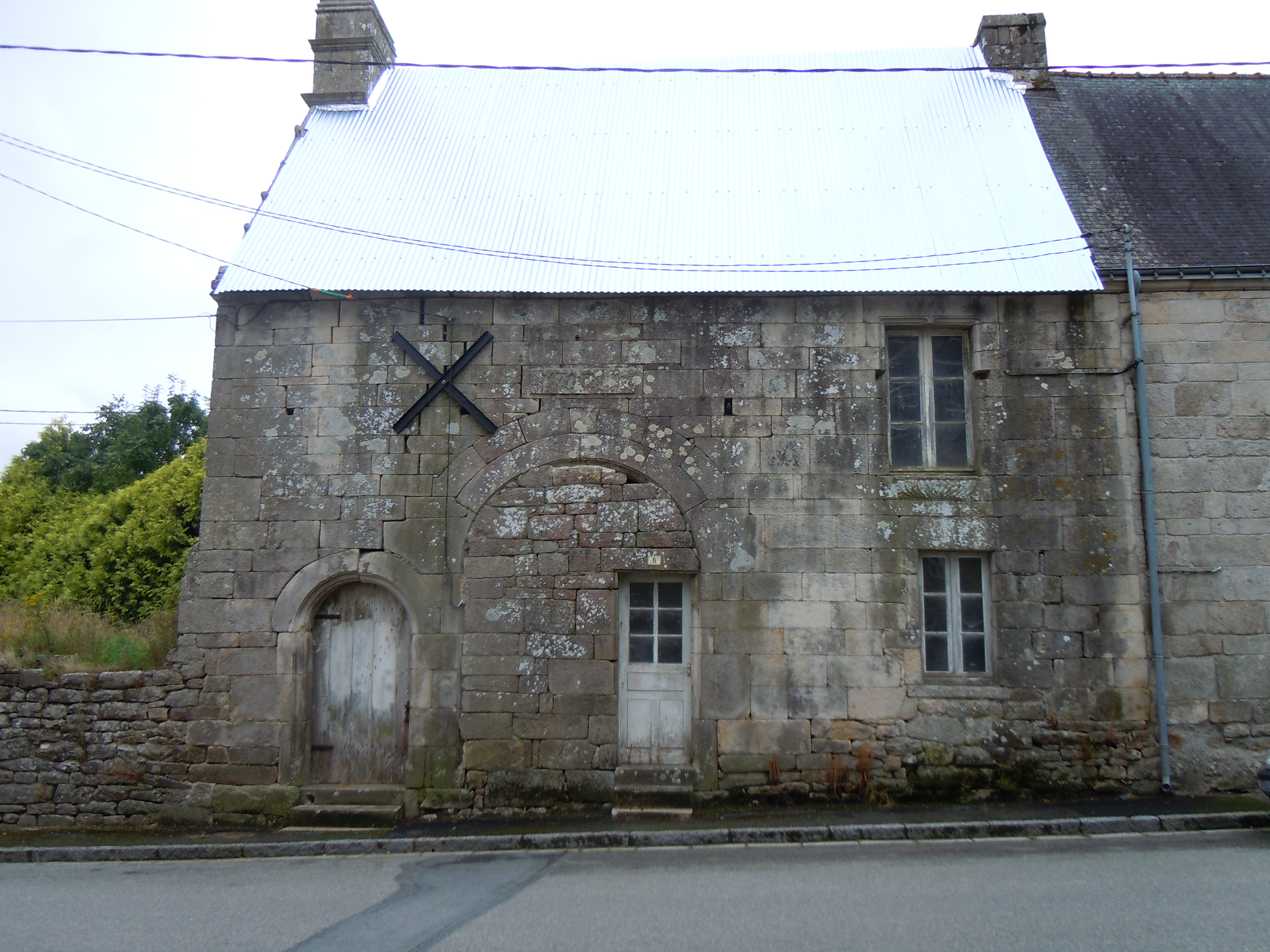
Façade nord avant restauration en 2011.
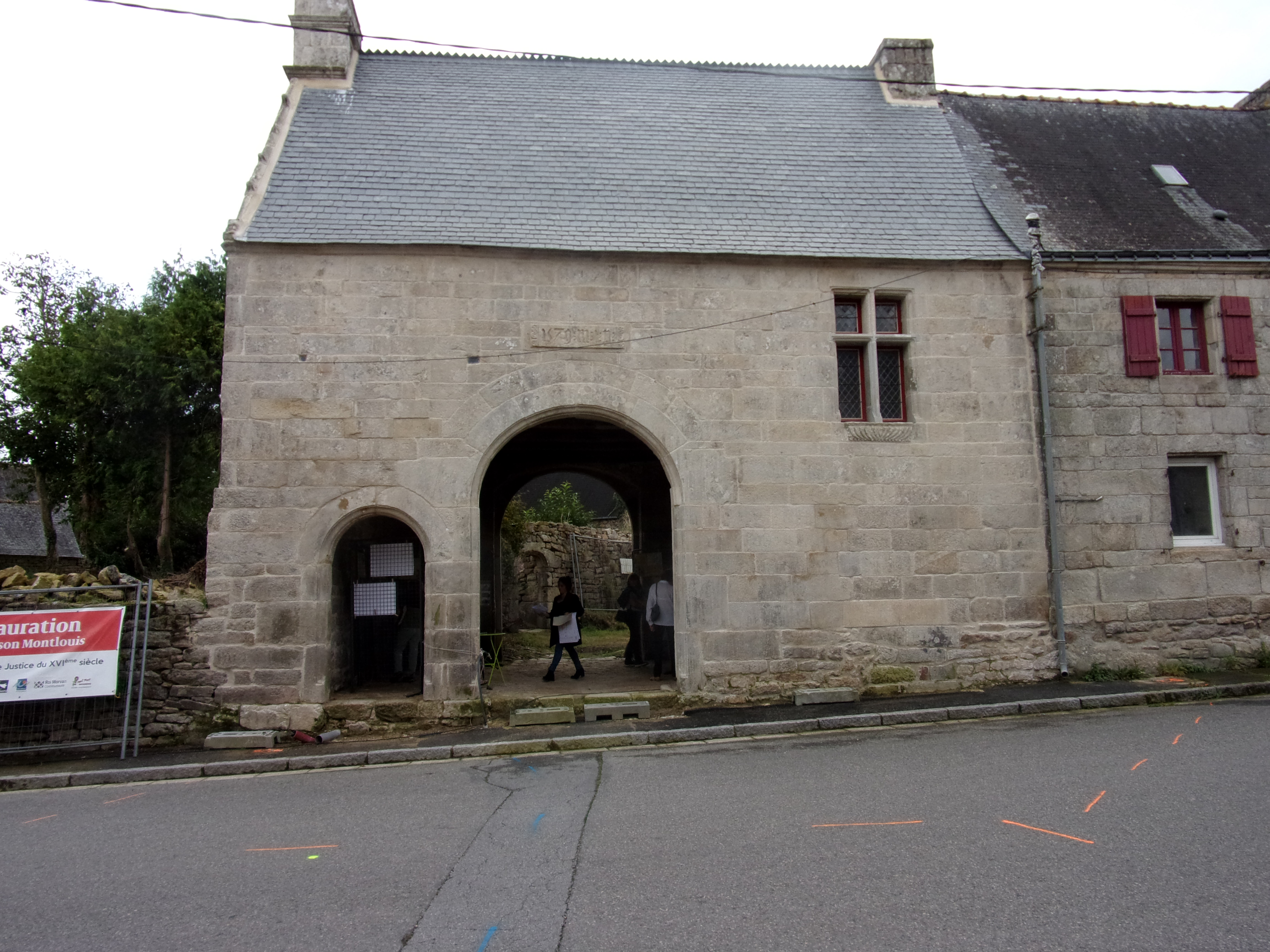
Façade nord après restauration en 2023.

### Pignon Est
Il donne sur la route de Guémené, un des principaux accès au bourg de Priziac. Le pignon Est est à la fois sobre et monumental. Il est orné de deux rangées de boulins, privilège de la noblesse, et d'une fenêtre luxueusement décorée et d'une cheminée monumentale.

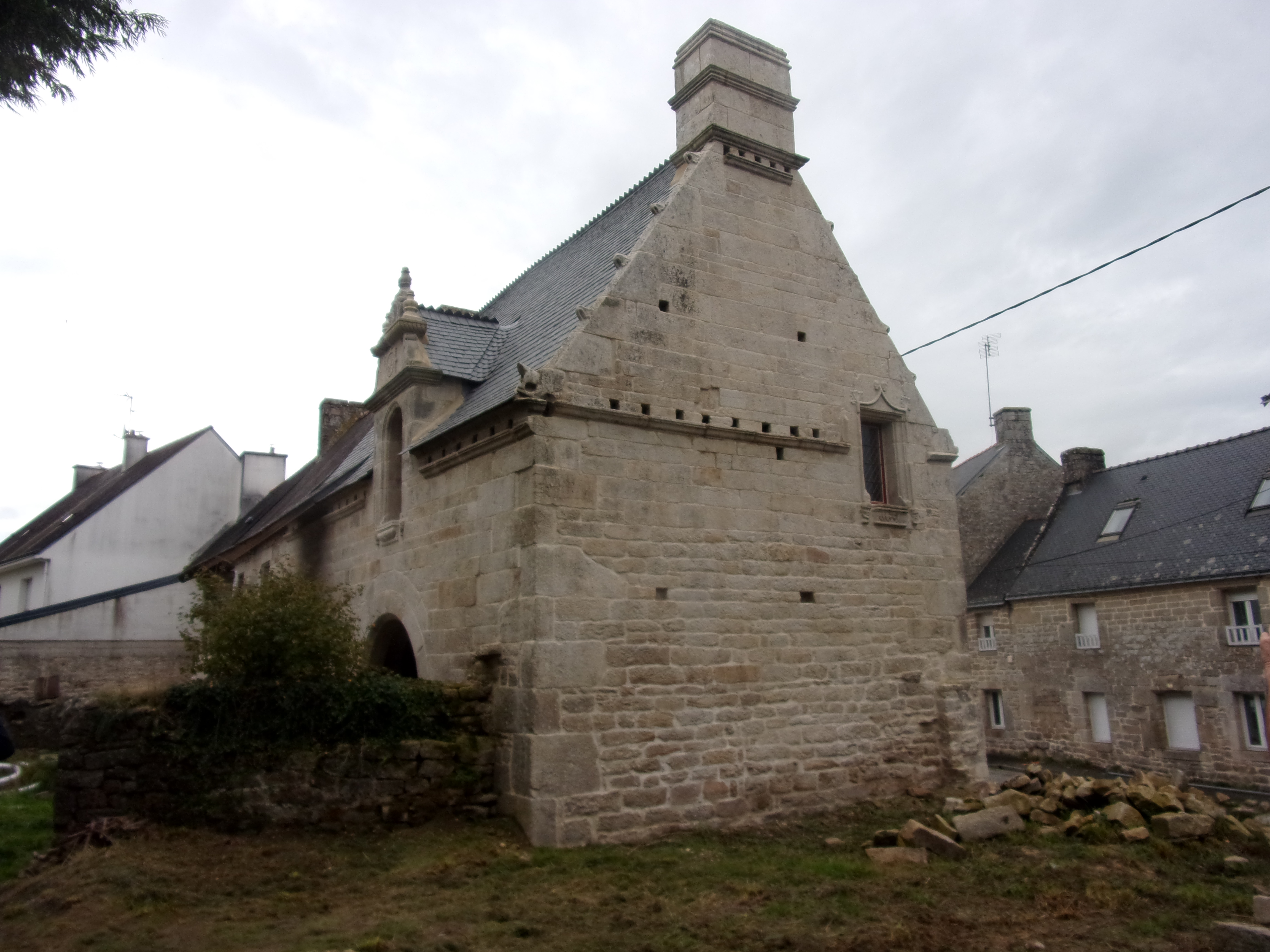
Pignon est.

### Rez-de-chaussée
Les deux portes, piétonne et cochère, ouvraient sur la grande pièce du rez-de-chaussée qui était divisée en deux par une cloison de bois. D'un côté le passage à voitures qui traversait la pièce et donnait sur la cour par une autre grande porte. De l'autre côté derrière la cloison, la prison au nord côté rue et l'écurie au sud côté cour (on pouvait nourrir les chevaux depuis la cour par deux ouvertures dédiées).

### Façade sud
Elle est ornée par l'escalier extérieur et son palier sous toiture qui donne accès à l'étage, par la lucarne au fronton décorée d'une coquille et de vases et par les boulins intégrés à la corniche. Une niche à chien est intégrée dans le massif de l'escalier. L'aspect ostentatoire est renforcé par la recherche de la décoration de la lucarne.

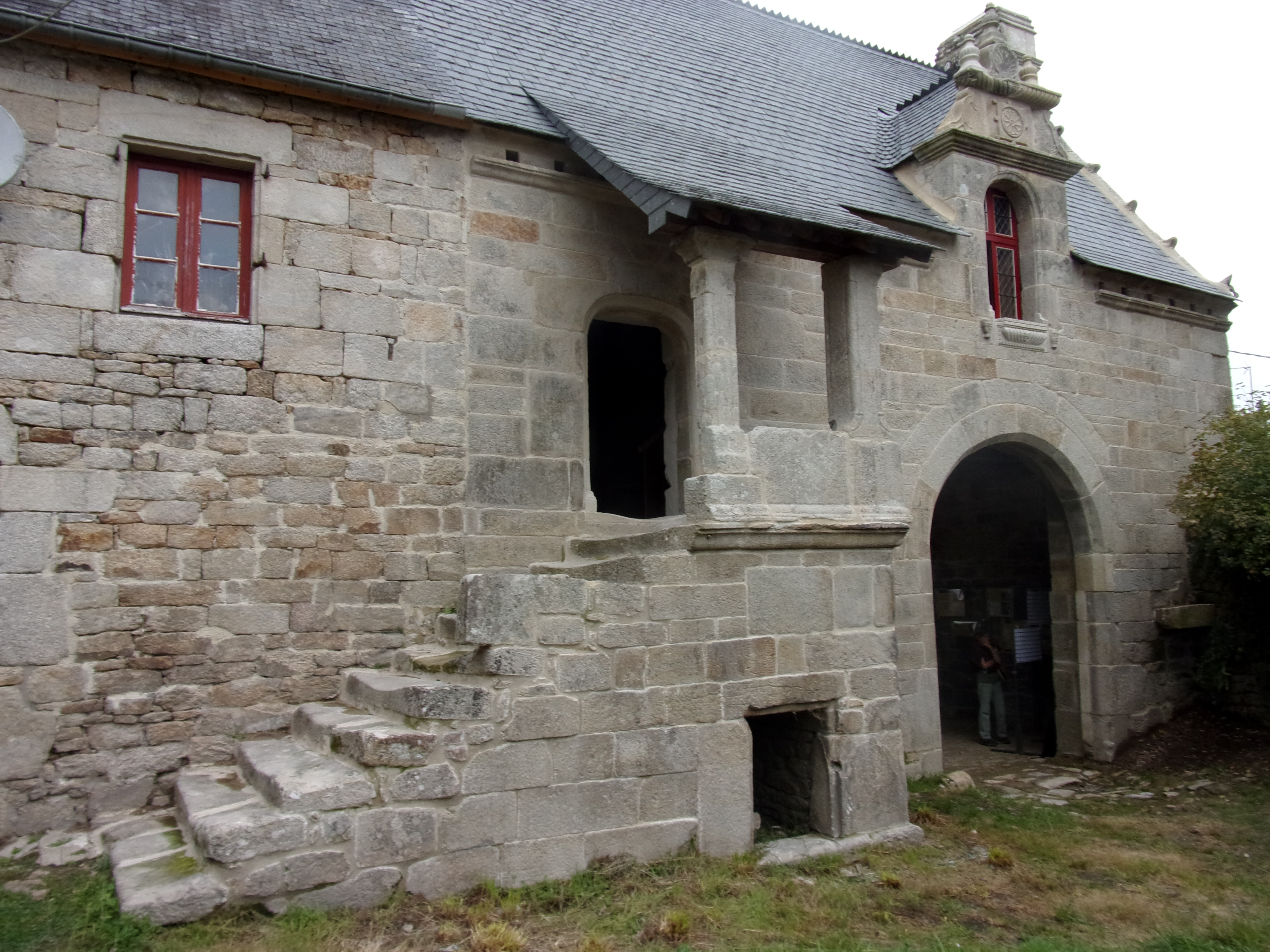
Le côté cour.
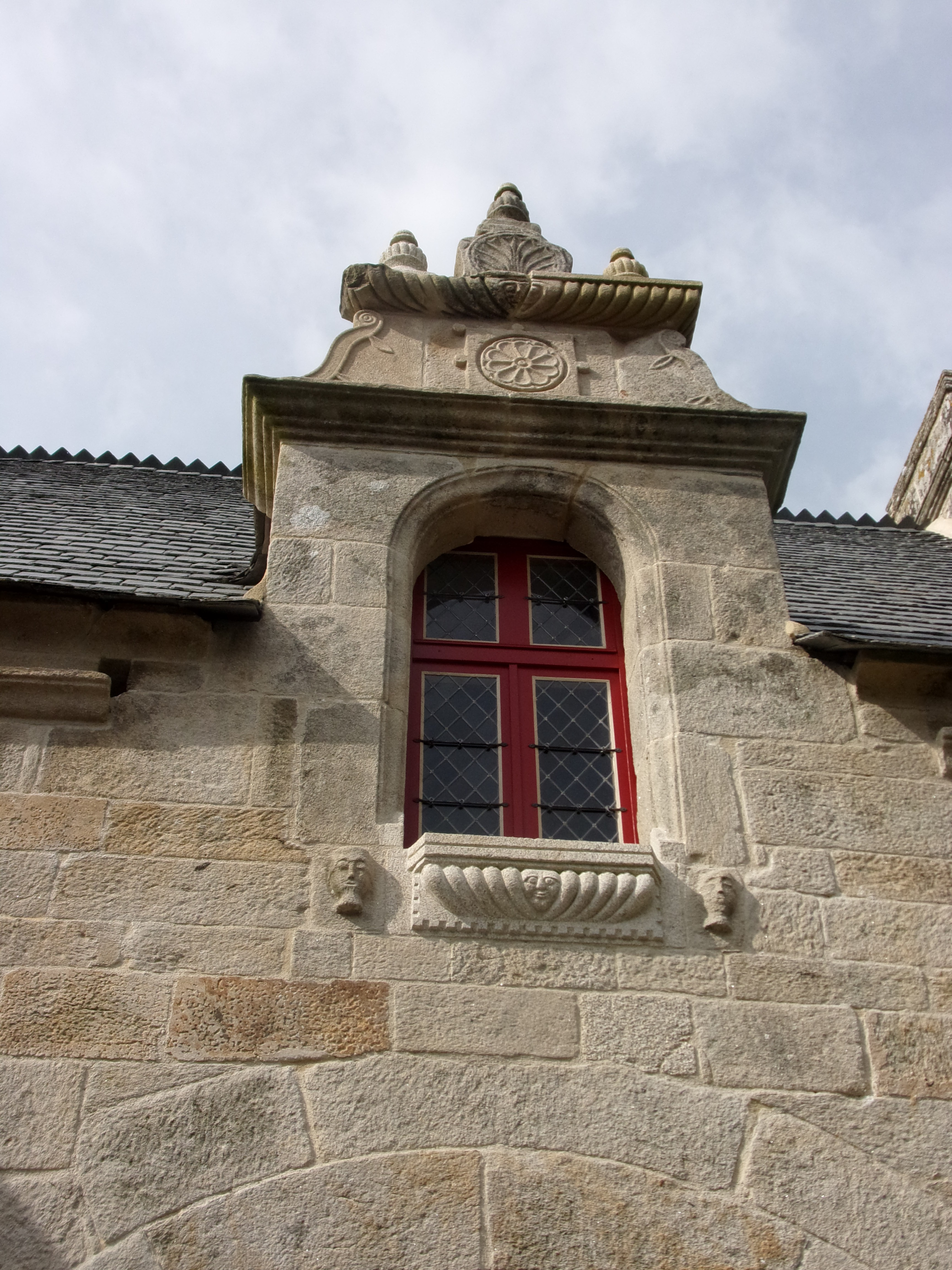
Lucarne de la façade sud.

### L'antichambre de la salle d'audience
Au dessus de l'écurie, à l'arrivée de l'escalier extérieur, une première pièce servait d'antichambre. Côté rue, elle est éclairée par une fenêtre à meneaux et traverses qui avaient disparu et qui ont été restitués.

### La salle d'audience
L'importance de celle-ci est soulignée par la cheminée monumentale, par l'éclairage provenant de la fenêtre à coussièges du pignon et la lucarne qui donne sur la cour ainsi que par la superbe charpente.  La charpente lambrissée  à chevrons et clés pendants, reposant sur un ensemble de sablières sculptées a été restaurée et restituée dans ses dispositions originelles. L'accès à la salle des archives située au dessus de l'antichambre se faisait par une échelle.

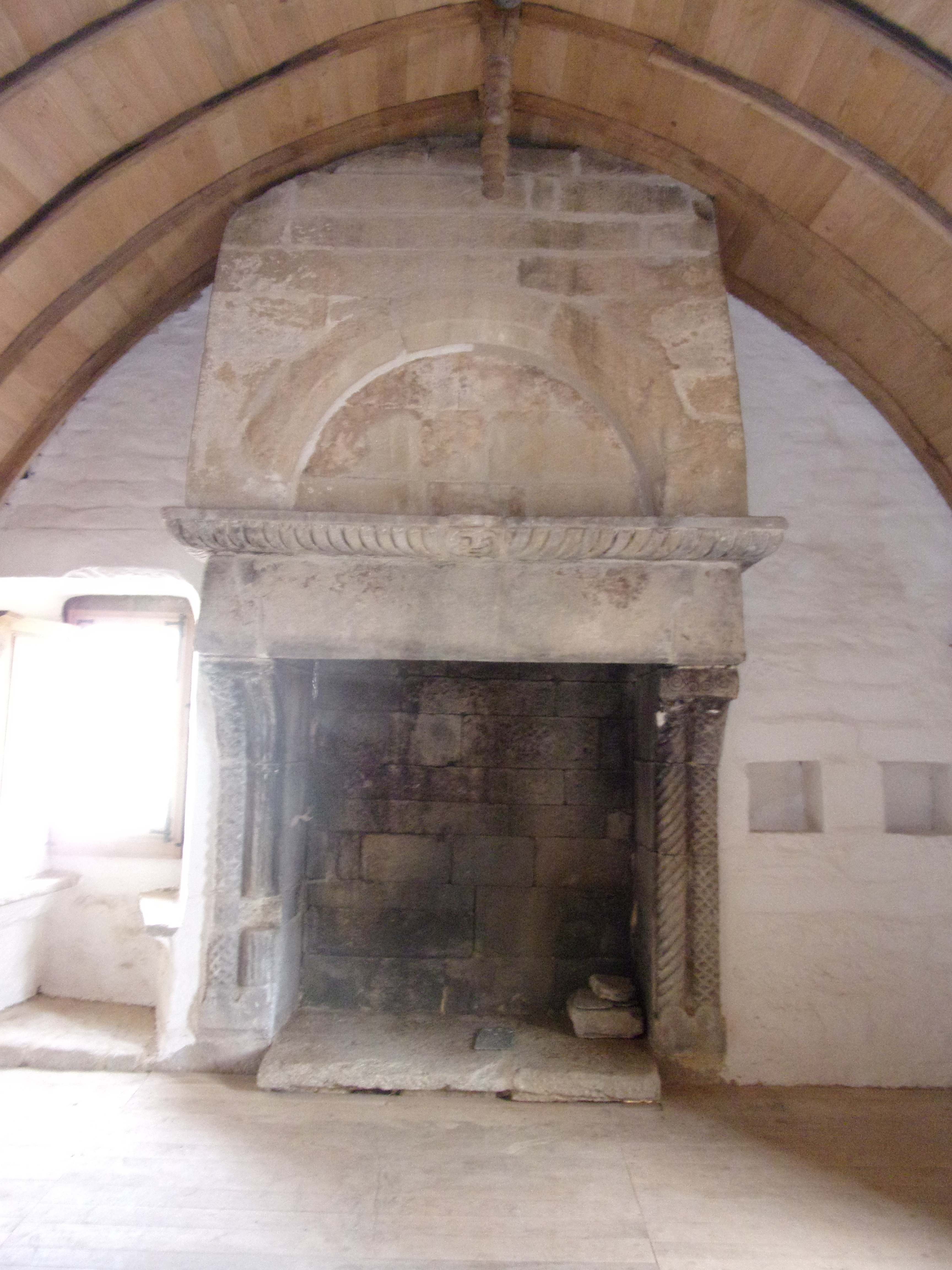
Cheminée monumentale de la salle d'audience.